# Tauhunu
Tauhunu – osada na Wyspach Cooka; 65 mieszkańców (2006); na atolu Manihiki; przemysł spożywczy, ośrodek turystyczny.